# Coel Hen
Coel Hen fue un semilegendario rey romano del norte de Inglaterra y sur de Escocia entre el siglo IV y el siglo V.

## Historia

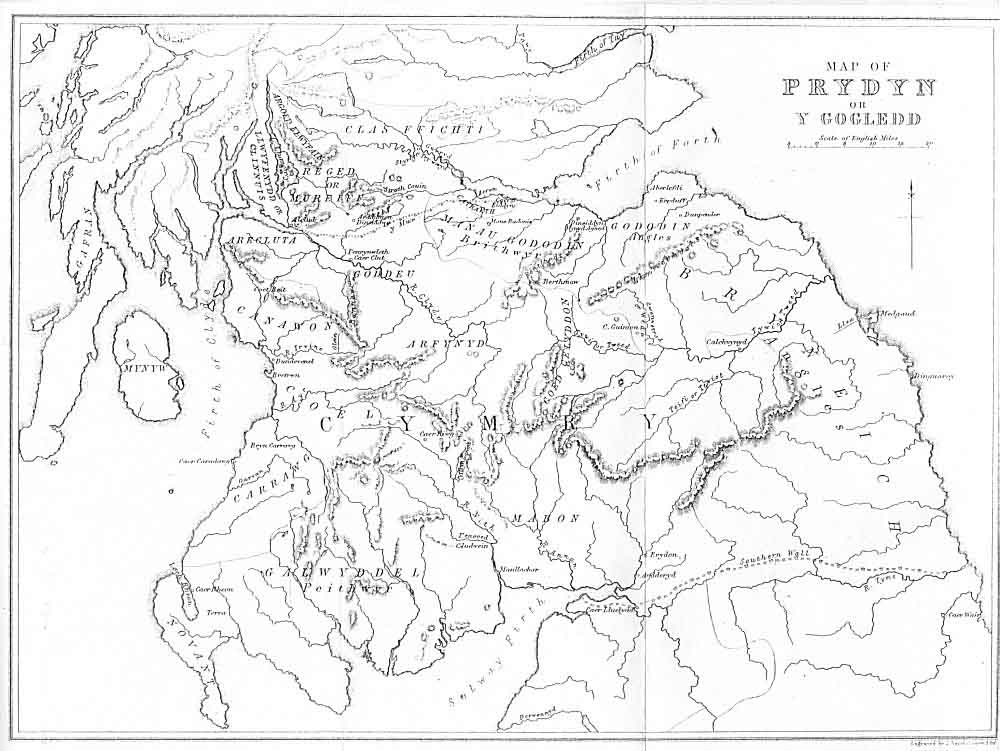
Mapa del norte de Yr Hen Ogledd antes de las invasiones de los anglos.

Coel o en latín, Coelistius o Coellius, fue el último de los Dux Britanniarum con control militar en el norte de la Britania romana cuando el Imperio abandonó Britania a su suerte. Coel Hen reorganizó su ducado para convertirlo en un reino fuerte frente a invasiones y guerras civiles.
El período de 410 a 455 fue una «Edad Oscura» en Inglaterra, de anarquía, guerras, hambrunas y conflictos religiosos, pese a lo cual Coel Hen pudo mantener el reino unido. Su territorio se conoció como Yr Hen Ogledd, en celta «El Viejo Norte».
A su muerte, su reino se habría dividido entre sus hijos o sus comandantes, con lo que gradualmente la organización tornó a sus bases tribales históricas. Algunos de esos reinos fueron Gododdin, Alt Clut, Novant, Rheged, Bernicia y Elmet.
Mucho tiempo después, en genealogías del siglo XII, sus reyes eran llamados Gwyr y Gogledd («Hombres del Norte») y solían considerarse descendientes de Coel Hen.